# MVM Dome
MVM Dome (cunoscută oficial ca Budapesta Multifunctional Arena, numită după MVM Group) este cea mai mare arenă de handbal din Europa, situată în Budapesta, capitala Ungariei.
A fost inaugurată în decembrie 2021 și găzduiește Campionatul European de Handbal Masculin din 2022, Campionatul European de Handbal Feminin din 2024 și va mai găzdui Campionatul Mondial de Handbal Feminin din 2027 și Final Four-ul Ligii Campionilor EHF feminin începând din 2022.